# Mike McCoy
Mike McCoy (San Francisco, 1º aprile 1972) è un ex giocatore di football americano e allenatore di football americano statunitense nella National Football League (NFL). Al college giocò a football alla Long Beach State University.

## Carriera da giocatore

### Denver Broncos
McCoy firmò come free agent coi Denver Broncos, dopo non esser stato scelto al draft NFL 1995. Prima dell'inizio della stagione regolare venne svincolato.

### Green Bay Packers
Nel novembre del 1995 firmò con la squadra di allenamento dei Green Bay Packers, ma non riuscì a trovare spazio in prima squadra.

### San Francisco 49ers
McCoy passò ai San Francisco 49ers nel 1997, ma dopo non essere mai sceso in campo a fine stagione si ritirò.

## Carriera da allenatore
Nel 2000 iniziò la sua carriera NFL con i Carolina Panthers come assistente dell'attacco. L'anno successivo divenne allenatore dei wide receiver, per poi ritornare assistente dell'attacco nelle stagione 2002 e 2003. Nel 2004 assunse anche il ruolo di allenatore dei quarterback, mentre nel 2006 ricoprì solo quest'ultimo ruolo.
Nel 2007 oltre al ruolo di allenatore dei quarterback divenne anche il coordinatore dei passaggi fino al 2008.
Nel 2009 passò ai Denver Broncos come coordinatore dell'attacco e allenatore dei quarterback. Nell'anno successivo mantenne solamente il ruolo di coordinatore fino al 2012.
Nel 2013 firmò con i San Diego Chargers come capo-allenatore, terminò la stagione con un record di 9 vittorie e 7 sconfitte, dopo aver superato i Cincinnati Bengals al Wild Card Game, venne eliminato al Divisional Game dai Denver Broncos. Fu licenziato alla fine della stagione 2016.
Nel 2017, McCoy fu nuovamente assunto come coordinatore offensivo dei Denver Broncos. Il 20 novembre dello stesso anno fu licenziato dopo la sesta sconfitta consecutiva.

### Record come capo-allenatore
| Squadra | Anno   | Stagione regolare | Stagione regolare | Stagione regolare | Stagione regolare | Stagione regolare | Playoff | Playoff | Playoff                                         |
| Squadra | Anno   | Vinte             | Perse             | Pareggiate        | Posizione         | Risultato         | Vinte   | Perse   | Risultato                                       |
| ------- | ------ | ----------------- | ----------------- | ----------------- | ----------------- | ----------------- | ------- | ------- | ----------------------------------------------- |
| SD      | 2013   | 9                 | 7                 | 0                 | 3º AFC West       | -                 | 1       | 1       | Uscì al Divisional Game contro i Denver Broncos |
| SD      | 2014   | 9                 | 7                 | 0                 | 3º AFC West       | no playoff        | -       | -       | -                                               |
| SD      | 2015   | 4                 | 12                | 0                 | 4º AFC West       | no playoff        | -       | -       | -                                               |
| SD      | 2016   | 5                 | 7                 | 0                 | 4º AFC West       | -                 | -       | -       | -                                               |
| Totale  | Totale | 26                | 33                | 0                 | -                 | -                 | 1       | 1       | -                                               |